# Kasper Nielsen
Kasper Nielsen (* 9. Juni 1975 in Hillerød, Dänemark) ist ein ehemaliger dänischer Handballspieler. Er lief für die dänische Nationalmannschaft auf und wurde auf der Spielposition Rückraum links eingesetzt. Er galt als Abwehrspezialist.

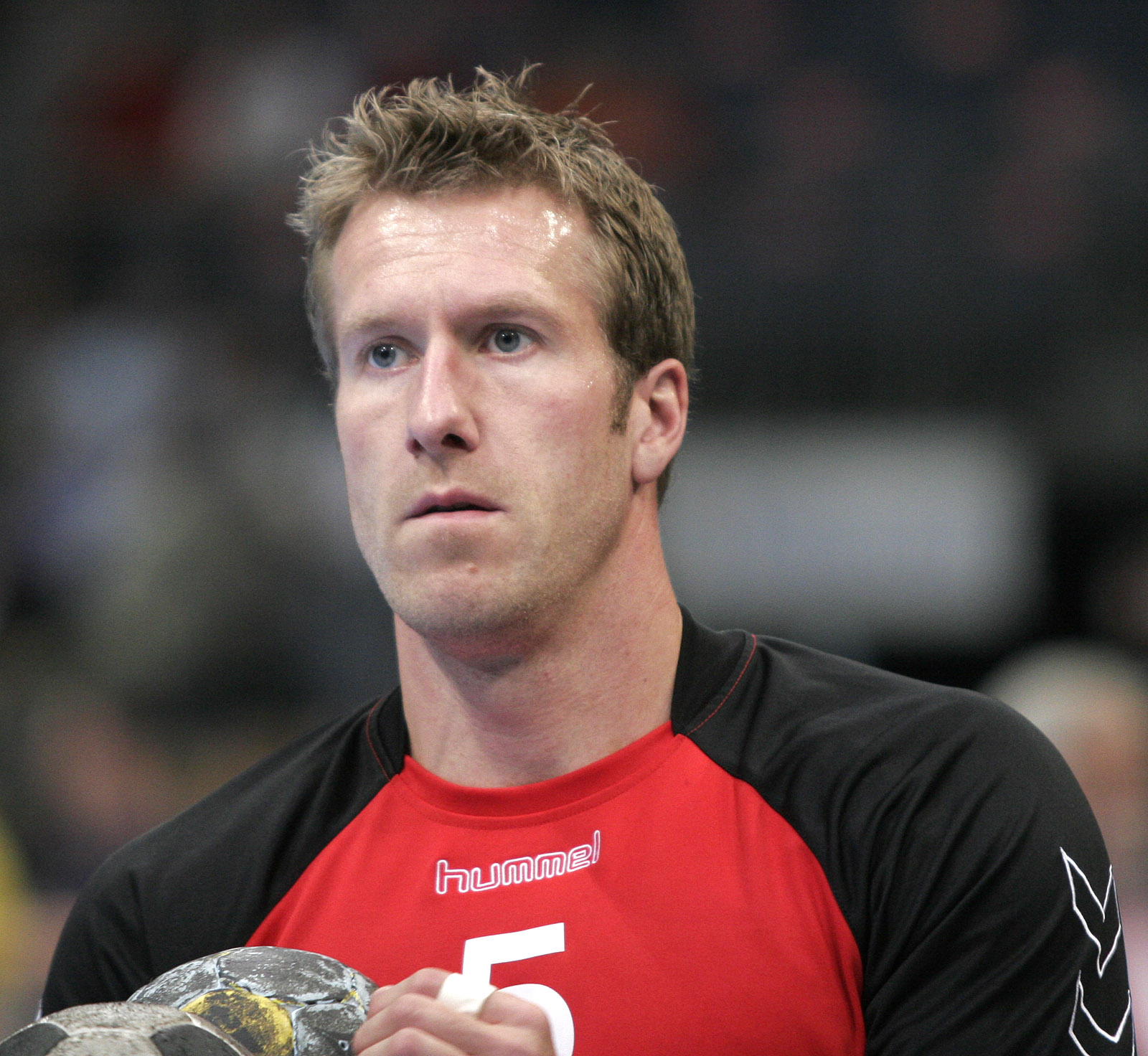
Kasper Nielsen

Kasper Nielsen begann 1985 beim Team Helsinge mit dem Handballspiel. 1995 heuerte er dann bei Helsingør IF an, bevor er 1997 zu GOG Gudme Svendsborg weiterzog. Hier gewann er 1998, 2000 und 2004 die dänische Meisterschaft und wurde dreimal Pokalsieger. In der Saison 2001/02 spielte er schon einmal bei der SG Flensburg-Handewitt; ab 2005 lief er drei weitere Jahre für die Fördestädter auf. Mit der SG stand er 2007 im Champions-League-Finale, unterlag dort jedoch gegen den THW Kiel. 2008 kehrte Nielsen zum GOG Svendsborg TGI zurück. Nachdem sich GOG während der Saison 2009/10 aus finanziellen Gründen von Spielbetrieb zurückgezogen hatte, schloss er sich im Februar 2010 dem Zweitligisten Faaborg HK an. Vor der Saison 2010/11 unterschrieb Nielsen einen Vertrag bei Bjerringbro-Silkeborg. Von August bis Dezember 2014 verpflichteten ihn die Füchse Berlin als Ersatz für den Langzeitverletzten Denis Špoljarić. Im Januar 2015 nahm ihm der Bundesligist TBV Lemgo für den Rest der Saison unter Vertrag. Nach einigen Monaten ohne Vereinszugehörigkeit schloss er sich am 21. September 2015 als Ersatz für den verletzten Spieler Jonas Tidemann dem dänischen Erstligisten Ribe-Esbjerg HH an. Nachdem Nielsen nach der Saison 2015/16 seine Karriere beendet hatte, wurde er im November 2016 vom dänischen Zweitligisten Ajax København reaktiviert. Am Saisonende 2016/17 beendete er seine Karriere. Im September 2017 gab er ein weiteres Comeback für Ribe-Esbjerg HH. In der Saison 2018/19 lief er erneut für Ajax København auf.

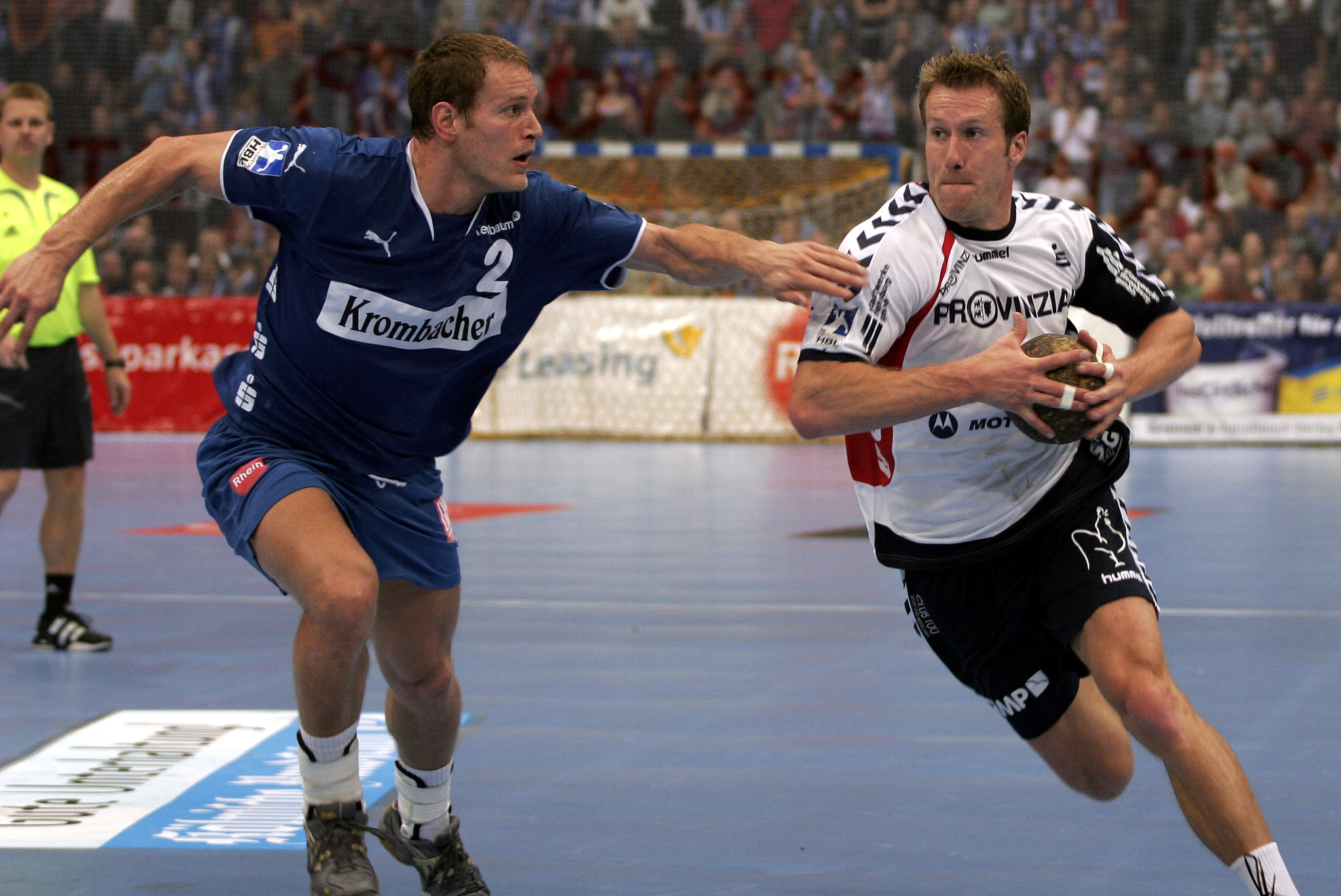
Kasper Nielsen in Aktion

Kasper Nielsen bestritt 191 Länderspiele für die Dänische Nationalmannschaft. Bei der Europameisterschaft 2008 in Norwegen und bei der Europameisterschaft 2012 in Serbien wurde er mit dem dänischen Team Europameister. Im Sommer 2012 nahm er an den Olympischen Spielen in London teil.